# Gossima
Gossima ist ein im 19. Jahrhundert aufgekommenes Set zum Tischtennisspielen. Häufig wird es als ein Vorläufer des heutigen Tischtennis bezeichnet.
Das Set besteht aus zwei Schlägern, die in der Form eher einem Tennis- oder Badmintonschläger ähneln, und mit Pergament bezogen sind. Der Ball ist aus Gummi oder Kork. Dazu gehört ein 30 cm hohes Netz (heute 15,25 cm). Laut der Zeitschrift Sport & Salon von 1901 sollte der Tisch etwa 184 mal 92 cm groß sein und mit einem Tuch bedeckt werden. Üblicherweise soll das Netz etwa 15 bis 20 cm hoch sein.
Der Name Gossima wurde von der englischen Spielwarenfirma John Jaques & Son, die noch heute (2024), mittlerweile unter dem Namen "Jaques of London", in London existiert, am 16. Juli 1891 als Warenzeichen registriert (Nummer 157.615). Die erste bekannte Anzeige wurde im Magazin The Graphic in der Ausgabe vom 3. Dezember 1892 gefunden. Hier wurde Gossima als ein "neues Tischtennisspiel" (a new table tennis game) bezeichnet. Eine Schwäche dieses Spiels war der Ball, der zu unberechenbar herumsprang.